# Żabnica (dopływ Brnia)
Żabnica – rzeka, lewy dopływ Brnia o długości 32,6 km.
Żabnica bierze swój początek w Tarnowie. Przepływa przez powiaty tarnowski i dąbrowski, przez miejscowości: Łukową, Chorążec, Łęg Tarnowski, Niedomice, Żabno, Odporyszów, Wielopole, Dąbrówkę Gorzycką, Adamierz, Ćwików, Dąbrówki Breńskie, Grądy, Wólkę Grądzką, Wolę Mędrzechowską, gdzie uchodzi do Brnia w 26 km jego biegu.